# اليسيو انوسينتي
اليسيو انوسينتي (بالإسبانية: Alessio Innocenti)‏ (4 فبراير 1993 ببوينس آيرس في الأرجنتين - ) هو لاعب كرة قدم أرجنتيني في مركز الوسط. لعب مع إستوديانتيس دي لا بلاتا وإيه سي ميلان ونادي برو فيرتشيلي ونادي غوريتسا ونادي سودتيرول وAS Melfi ‏ وASD Barletta 1922 ‏.

## وصلات خارجية
- اليسيو انوسينتي على موقع قاعدة بيانات كرة القدم.إي يو (الإنجليزية)
- اليسيو انوسينتي على موقع Soccerway.com (الإنجليزية)